# Caesiumplatinid
Caesiumplatinid, Cs2Pt ist eine chemische Verbindung des Caesiums mit dem ungewöhnlichen Pt2−-Ion.

## Gewinnung und Darstellung
Caesiumplatinid wird durch die Reaktion beider Elemente bei 700 °C synthetisiert.
{\displaystyle {\ce {2 Cs + Pt -> Cs2Pt}}}

## Eigenschaften
Das Salz wird zu den Pseudochalkogenen gezählt. Die Kristallstruktur von Caesiumplatinid ist analog zur Ni2In-Struktur. Jedes Platin-Atom wird von neun Caesium-Atomen umgeben. Das einzige Valenzelektron vom Caesium wird vollständig an das Platin abgegeben. Die Kristalle sind lichtdurchlässig, wobei die rote Farbe eine Bandlücke von 1,5 eV anzeigt.
Unter inerten Bedingungen kann das Doppelsalz Caesiumplatinidohydrid (4 Cs2Pt · CsH) der Salze Caesiumplatinid und Caesiumhydrid existieren.